# Renata Finsk
Renata Finsk, nome artístico de Renata Guedes Neto (Recife, 15 de outubro de 1980), é uma artista brasileira. 
Nascida José Renato Guedes Neto, Renata Finsk ganhou notoriedade ao vencer o Miss Brasil Gay 2004, representando o estado de Pernambuco, em Juiz de Fora, Minas Gerais. Posteriormente, participou do programa Gente que Brilha, no SBT, do qual saiu vencedora. Renata participou do quadro «O Infeliz», no Show do Tom, na Record. Em fevereiro de 2007, fez uma participação na novela Pé na Jaca, da Rede Globo, em que dividia uma cela com a personagem de Juliana Paes.
Entre outras atividades artísticas, Renata cuidou da pavilhão da rainha de bateria, da escola Acadêmicos do Grande Rio, desde que abandonou a televisão, cinema e shows em 2006.

## Biografia

### Carreira
Pela Sire Records foi a primeira cover da cantora Israelense Ofra Haza em 1988, em Universal Music Group em 2009 foi a cover oficial da cantora americana Lady Gaga. Em 2004 foi coroada Miss Rio de Janeiro e Miss Brasil em Juiz de Fora, Minas Gerais. Em 2007 em decisão inédita e precedente mudou de gênero antes mesmo da cirurgia. Em 2012, mudou de sexo em Jundiaí com o médico Jalma Jurado com a contribuição trabalhista da sua escola de samba Acadêmicos do Grande Rio e da apresentadora da Rede Globo Ana Furtado.
Em 2014 ganhou outra decisão inédita precedente no Tribunal Superior Eleitoral para concorrer as eleições pela chapa feminina.
No Teatro, fez Hipopocaré O Rei da Galhofa, Circo Mágico, Se Colar Collou, Gruilly Na Terra da Magia.
Na Música, pela Conspiração Filmes produziu os videoclipes Put It in a Love Song e Blue com Beyoncé e Alicia Keys, já com a Warner Music o seu primeiro CD e videoclipes do SNZ, além de ter sido assessora pessoal da cantora Baby do Brasil.
Na Televisão, fez Hilda Furacão, Pé na Jaca,  Pé na Cova, Gente Que Brilha, Superpop e Show do Tom.
No Cinema fez A Vênus da Lapa Rio (filme), Rainhas premiado no Festival do Rio e eleito melhor filme pelo júri popular em Nova Iorque em Festival em 2010.
Atualmente escrevendo a segunda parte da sua biografia e em fase de pré-produção o seu filme biográfico, terceiro de sua carreira, dentre outras produções no Cinema Teatro e televisão (...)

### Vida pessoal
Nascida em Pernambuco e criada no Rio de Janeiro, em outubro de 2011 Renata submeteu-se a uma cirurgia de cirurgia de redesignação sexual, popularmente conhecida como « Mudança de sexo, com o médico Jalma Jurado.
Em 2007, ganhou na justiça o direito de oficialmente ser chamada de Renata Guedes Neto. Ela não precisou sequer fazer a cirurgia de redesignação sexual para conseguir a alteração do nome. A alteração do registro civil de Renata foi autorizada pelo juiz Guilherme Madeira Dezem, da 2ª Vara de Registros Públicos de São Paulo, que entendeu que a transexual sofria constrangimento em virtude de seu nome de batismo estar incongruente com seu aspecto físico e sua identidade de gênero.